# 赵希源

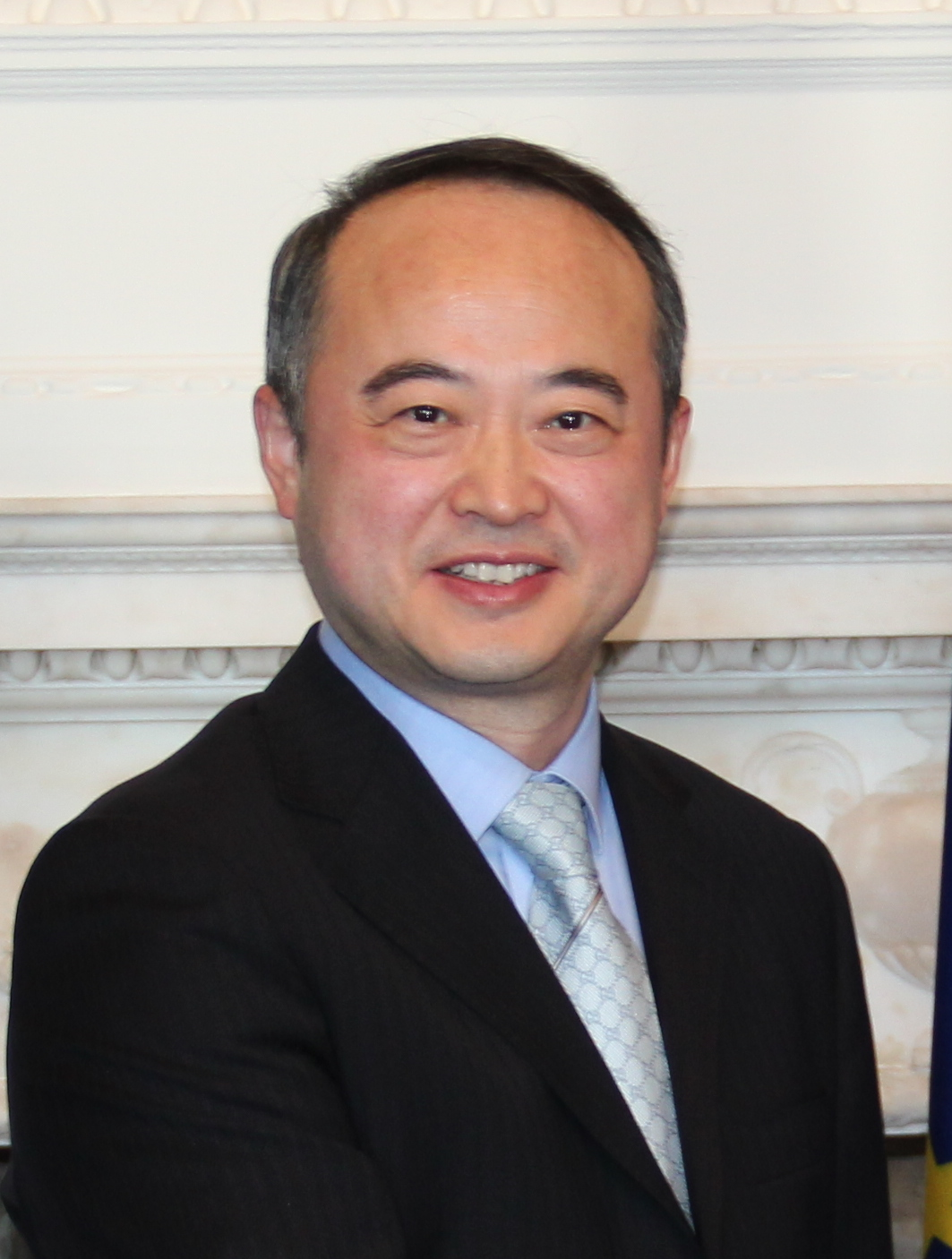
赵希源

赵希源（1971年11月—），男，陕西西安人，中华人民共和国外交官，现任中华人民共和国驻爱尔兰特命全权大使。

## 生平
1995年，赵希源毕业于北京语言学院，进入中央人民广播电台工作，先后担任记者、部门副主任、主任。2011年，调入外交部，外派驻南非大使馆任新闻参赞。2013年，任驻卡塔尔大使馆政务参赞、首席馆员。2016年3月，任外交部新闻司参赞。2016年9月，兼任中国公共外交协会秘书长。2019年，任驻肯尼亚大使馆公使衔参赞。2023年，任外交部非洲司论坛办公使衔参赞。2024年11月，出任中华人民共和国驻爱尔兰大使。

## 家庭
已婚，有一女。